# Metal Gear Solid: The Essential Collection
Metal Gear Solid: The Essential Collection è una raccolta di videogiochi della serie Metal Gear pubblicata da Konami il 18 marzo 2008 per PlayStation 2 allo scopo di permettere ai giocatori di riprendere confidenza con la storia di Metal Gear prima dell'uscita di Metal Gear Solid 4: Guns of the Patriots (avvenuta il 12 giugno dello stesso anno). La collezione comprende tre titoli: l'originale Metal Gear Solid (uscito nel 1998 per PlayStation) e le espansioni dei due capitoli per PlayStation 2, Metal Gear Solid 2: Sons of Liberty (2001) e Metal Gear Solid 3: Snake Eater (2004), ossia Metal Gear Solid 2: Substance (2003) e Metal Gear Solid 3: Subsistence (2006).
È quindi possibile accedere a tutti i contenuti aggiuntivi di Substance, come le missioni in realtà virtuale, le cinque Snake Tales e la modalità Skateboarding, ma lo stesso non si può dire di Subsistence, in quanto nella collezione è presente solo un disco, mentre la versione originale includeva, a seconda dell'edizione, due o tre DVD. Questo significa che si può giocare a Metal Gear Solid 3 utilizzando una prospettiva in terza persona, ma non si possono provare le modalità Duello, Serpente contro Scimmia e Galleria segreta, né giocare ai titoli usciti su MSX2, ovvero Metal Gear (1987) e Metal Gear 2: Solid Snake (1989). Nella collezione non è incluso nemmeno Metal Gear Online, la componente multigiocatore online di Subsistence, ma del resto non sarebbe stato ugualmente possibile giocarci, in quanto il servizio non era più disponibile.
Riguardo a Metal Gear Solid c'è un potenziale difetto relativo al meccanismo di salvataggio: il gioco infatti permette di salvare i dati solo sulle Memory Card originali per PlayStation, e non sono state apportate modifiche che consentano di riconoscere anche quelle per PlayStation 2, perciò chi non possiede una Memory Card per PlayStation non può salvare i propri progressi.